# Druifhyacint
Druifhyacint (Muscari) is een geslacht van eenzaadlobbige planten. Het geslacht wordt in de 23e druk van de Heukels ingedeeld bij de aspergefamilie (Asparagaceae). Volgens het APG II-systeem (2003) zou het ook ingedeeld mogen worden bij de hyacintenfamilie (Hyacinthaceae).
De bekendste vertegenwoordigers van dit Euraziatische geslacht zijn de blauwe druifjes (Muscari botryoides); de plant dankt haar naam aan de kenmerkende blauwe bloemen. Er bestaat een witte variant. 
Het zijn, net als sneeuwklokjes en hyacinten, voorjaarsbloeiers die hun energie opslaan in een bloembol.

## Soorten
Ongeveer veertig, waaronder:
- Muscari armeniacum H.J.Veitch, langbladige druifhyacint
- Muscari aucheri (Boiss.) Baker
- Muscari azureum Fenzl
- Muscari botryoides (L.) Mill., blauwe druifjes
- Muscari comosum (L.) Mill., kuifhyacint
- Muscari latifolium Kirk
- Muscari muscarimi Medik. (= M. moschatum Willd., Muscari racemosum Mill.)
- Muscari racemosum (L.) Medik.(= M. neglectum Guss. ex Ten.)

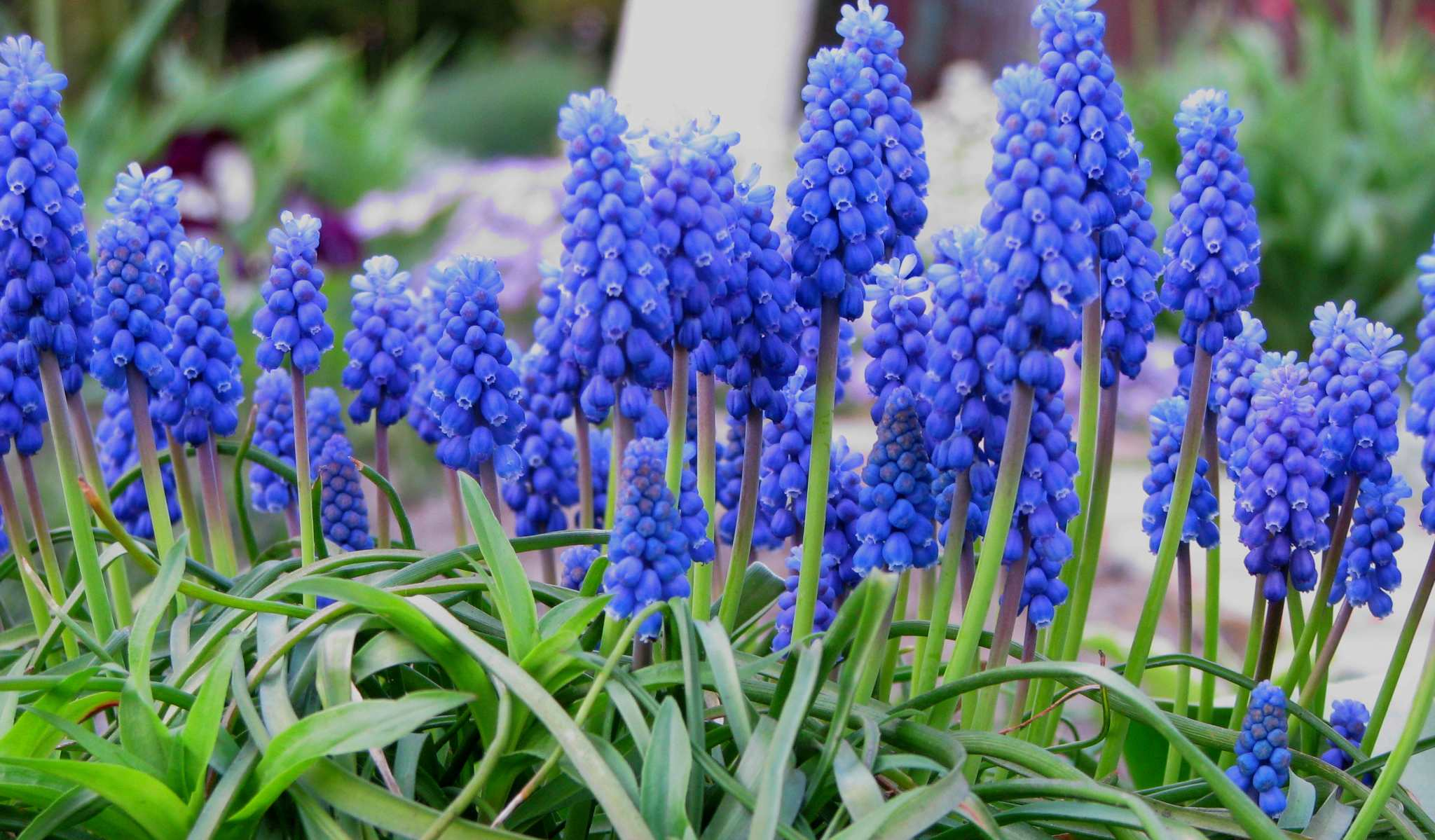
Muscari armeniacum
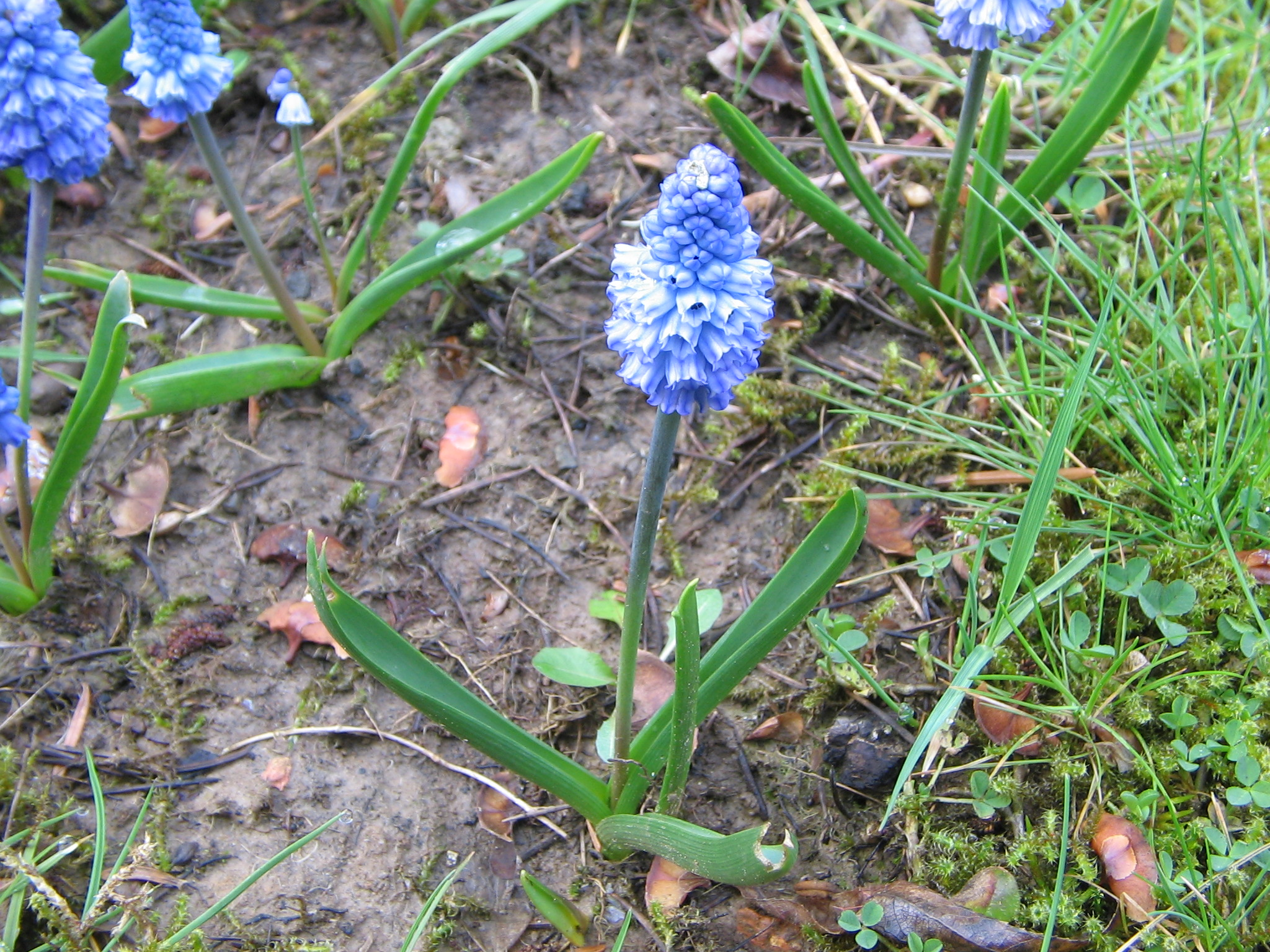
Muscari azureum
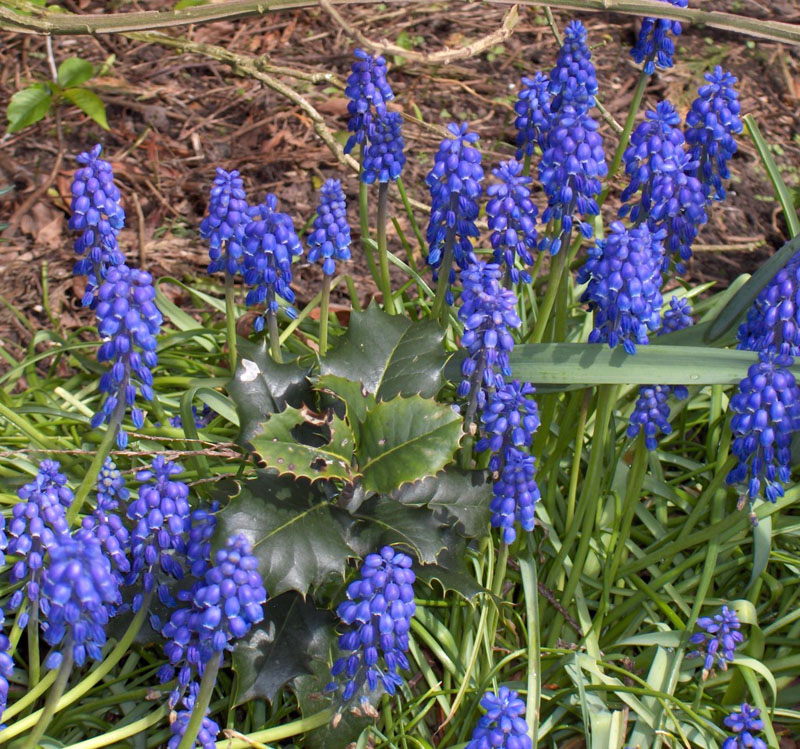
Muscari botryoides
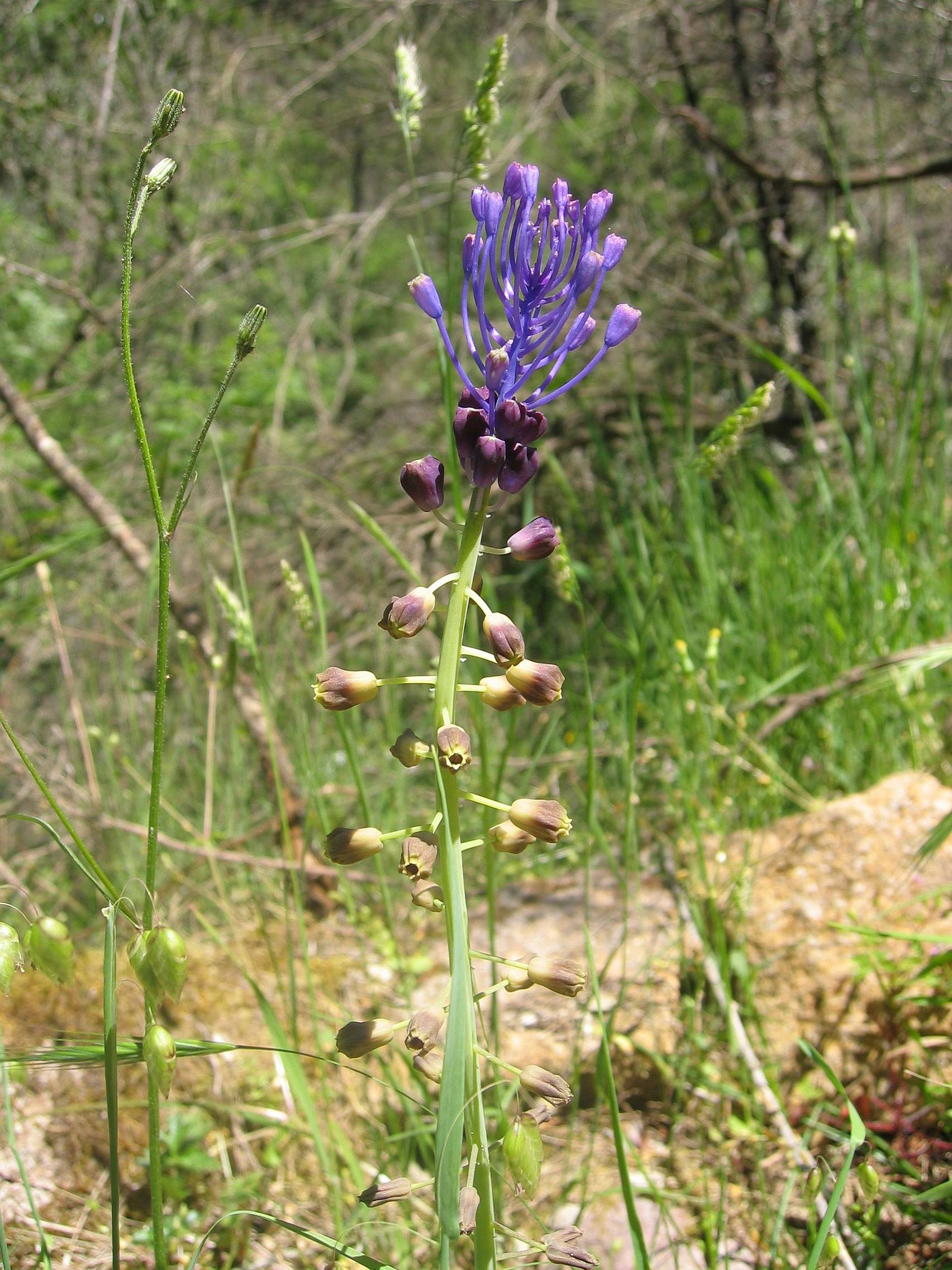
Muscari comosum
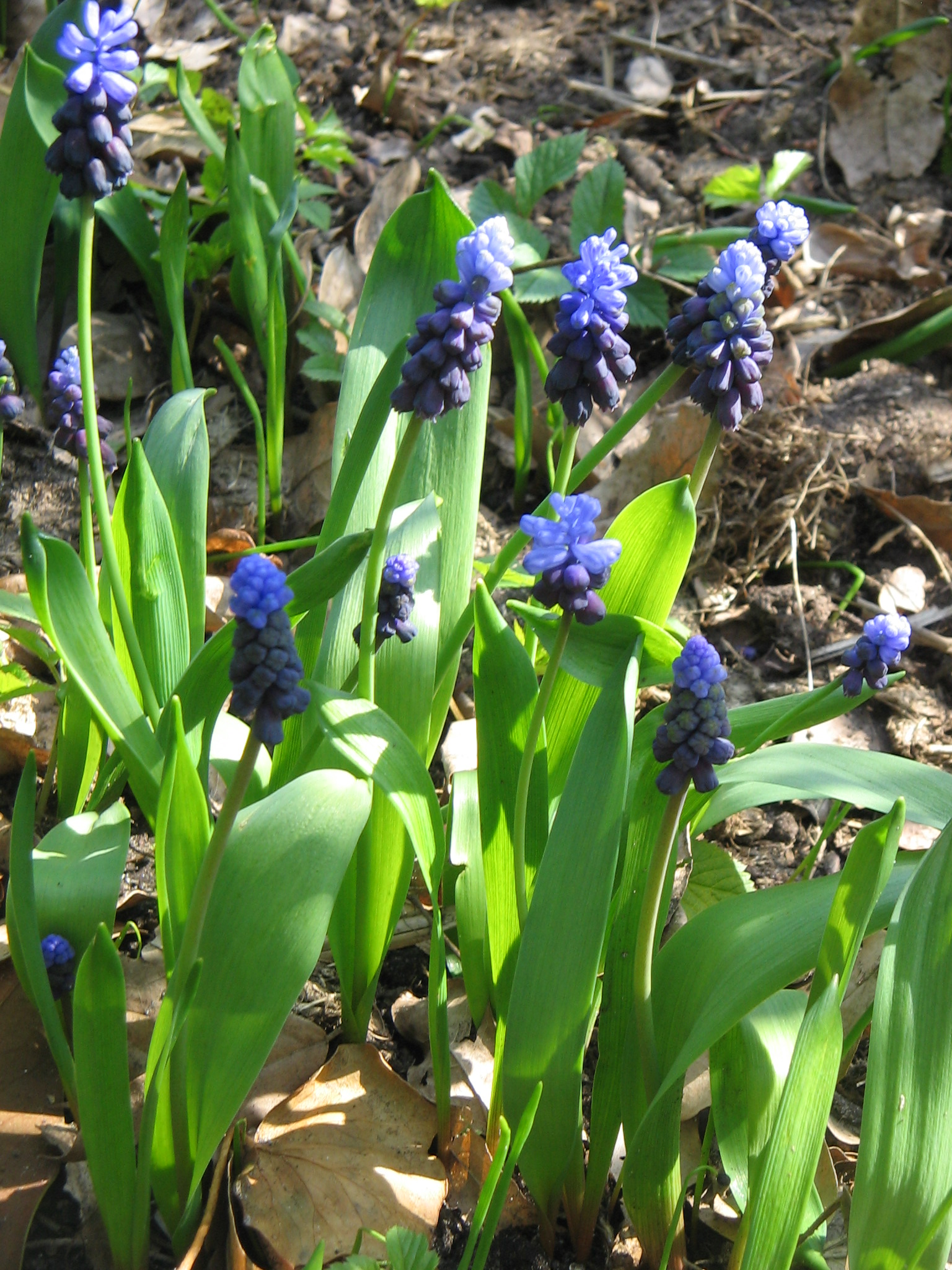
Muscari latifolium
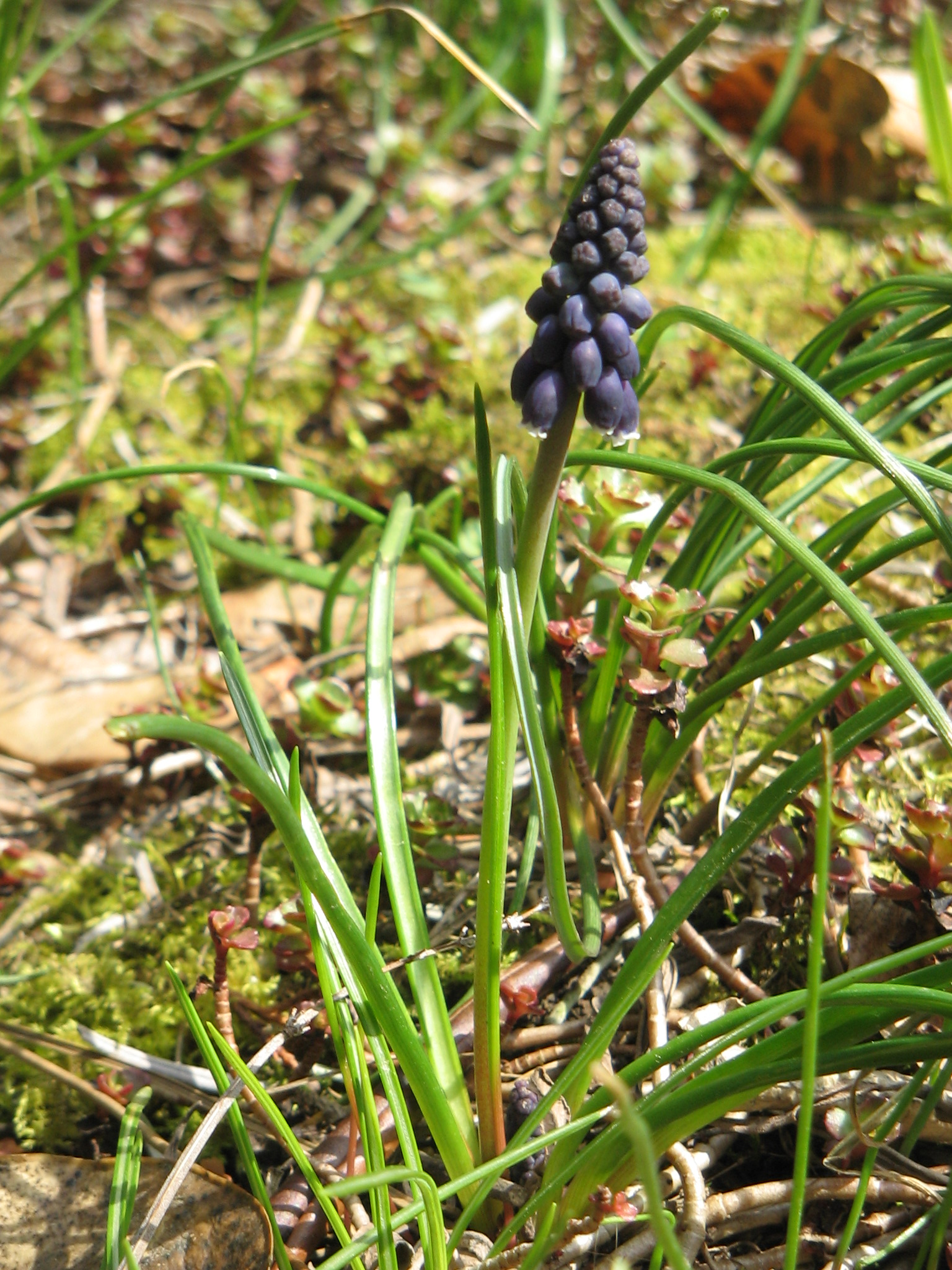
Muscari neglectum